# Рябова, Елена
Елена Рябова (туркм. Ýelena Ryabova, 3 ноября 1990, Ашхабад, Туркменская ССР, СССР) — туркменская легкоатлетка, выступающая в беге на короткие дистанции и барьерном беге.

## Биография
Елена Рябова родилась 3 ноября 1990 года в Ашхабаде.
На крупных международных соревнованиях дебютировала в 2007 году, выступив на чемпионате мира среди юношей в Остраве. На чемпионате Азии 2009 года в Гуанчжоу Рябова выступала в беге на 100 и 200 метров и в обеих дисциплинах выбыла на предварительном этапе.
Она также не смогла преодолеть первый раунд на 100- и 200-метровке в 2010 году на летних Азиатских играх в Гуанчжоу и в 2011 году на чемпионате Азии в Кобе. В январе 2012 года выиграла чемпионат Туркменистана в помещении на дистанции 60 метров.
Неудачным для Рябовой оказался 2013 год: она не смогла стартовать на чемпионате Азии в Пуне. Завоевала бронзовые медали на Мемориале Гусмана Косанова в Алма-Ате в беге на 100 и 200 метров. В августе выступила в беге на 200 метров на первом в карьере чемпионате мира в Москве, где выбыла на предварительном этапе. В сентябре в числе семи легкоатлетов с положительными допинг-пробами, взятыми на чемпионате мира, была временно отстранена от участия в соревнованиях. Впоследствии она была дисквалифицирована на два года за использование дегидрохлорметилтестостерона. Срок дисквалификации истёк 22 августа 2015 года, после чего Рябова вернулась к выступлениям.
В 2016 году вошла в состав сборной Туркменистана на летних Олимпийских играх в Рио-де-Жанейро. Выступала в беге на 200 метров, заняла 8-е место среди восьми участниц предварительного забега, показав результат 25,45 секунды, уступив 2,67 секунды пробившейся в полуфинал ямайке Симоне Фейси.
В 2017 году вновь не преодолела предварительный этап в беге на 100 метров на чемпионате мира в Лондоне.
В то же году завоевала единственную медаль на крупных международных соревнованиях. На проходивших в Ашхабаде Азиатских играх по боевым искусствам и состязаниям в помещениях заняла 3-е место в эстафете 4х400 метров. Сборная Туркменистана, в составе которой также бежали Валентина Мередова, Мария Розымова и Таджигюзель Оразгельдыева, в финале показала результат 3 минуты 50,39 секунды, уступив квартетам Таиланда (3.43,41) и Китая (3.47,35) и установила новый национальный рекорд. Рябова также выступала в беге на 60 метров с барьерами, где заняла 15-е место.

## Личные рекорды
- 100 метров — 11,70 (29 апреля 2011 года, Ашхабад)
- 200 метров — 24,20 (29 апреля 2011 года, Ашхабад)
- 300 метров — 40,60 (4 июня 2011, Стамбул)
- 60 метров (в помещении) — 7,66 (18 февраля 2012 года, Гуанчжоу)
- 60 метров с барьерами (в помещении) — 9,47 (18 сентября 2017, Ашхабад)